# 沙德勒茂與沙德勒少
沙德勒茂和沙德勒少（Satelesaw），又稱阿獨魯茂（Adurumao）和阿獨魯少（Adurusao），是台灣卑南族南王部落神話中的一對夫妻，他們和妻子從蘭嶼帶來了小米，並且建立了南王部落北部落三大氏族之一的沙巴彥（Sapayan）氏族。

## 神話

### 偷取小米
沙德勒茂和沙德勒少源自起源地巴拿巴拿樣（Panapanayan，位於知本部落南方、今太麻里鄉三和村南迴公路旁的海岸地），他們因為當地食物缺乏，乘船前往有小米的蘭嶼生活（一說藉由一棵延伸到蘭嶼的巨大榕樹根前往），但因為蘭嶼的人很小氣，甚至不給他們吃的，夫妻倆因此又商議回到台灣本島，並且把小米也一同帶回去栽種，然而，蘭嶼的人為了避免小米被帶走，會對所有要離開的人進行嚴格的檢查，第一次嘗試失敗後，他們決定把種子藏在包皮裡讓人找不到，並且藉此成功帶著小米登上離開蘭嶼的船。
值得一提的是，那些住在蘭嶼上的人很有可能不是現在的達悟族人，而是更早的一支族群，有可能是南王部落中另一支氏族拉拉（Ra'ra）氏族的祖先。

### 創造山脈
駕船離開蘭嶼後，兩人朝著一個看起來像「倒轉過來的鍋」的山航行過去，並且在上岸抵達後檢查那座山，發現那座山的土壤比石頭多，因此在那裡住下來並開拓農田。據說在他們抓起土壤檢查後隨手丟到地上時，沙德勒少所丟的土壤變成了平原、而沙德勒茂則抓的土則因為比較多而變成了山脈，因此當地山比平原還要多，另外根據口傳者的描述，那座像是「倒轉過來的鍋」的山就是現在的都蘭山，而他們登陸的海岸則是位於杉原海灘（位於今台東縣卑南鄉）和都蘭海攤（位於東河鄉）之間。
然而，他們一開始把小米種子種在山上，卻因為太靠近太陽造成小米乾枯、下到杉原海灘種植時，也因為海風太鹹了，小米長不大，因此他們決定往南遷移，尋找適合的居住地點。

### 南遷
兩人一直往南走，回到了起源地，雖然起源地的土適合種植，但他們為了尋找更適合的地方而繼續往南移動，並且在起源地插了一根竹子做為標記。後來他們一直往南走，抵達台灣最南端馬卡底穆爾（makatimor，疑似為恆春半島），並且在當地過了一晚，然而他們在夢中得到了天神的警告，如果他們繼續前進的話，他們的身體就會「消失」，因此他們又回到了起源地、建立了房屋生活，並且生下了兩個孩子。關於「消失」的說法，研究者認為很有可能是被其他族群同化的意思。

### 分家
兩人的孩子出生後，因為受不了海風的鹹味，因此他們又舉家遷到山谷裡生活，也就是今天知本溫泉所在的位置附近，要一直到小孩長大之後，才因為山上狹窄無法發展而遷回平原上，並且在現在的知本地區生活，然而過了一段時間後，弟弟認為兩人住那麼進會彼此限制，因此打算自己前往北方尋找其他可以生活的地方，哥哥和夫妻倆都答應了。而弟弟一直往北走，抵達了今天的卑南地區，並且發現相當好的土而決定在那裡生活，後來哥哥成為了知本部落的始祖、弟弟則建立了後來加入南王部落的沙巴彥氏族。

## 紀念
當今沙巴彥氏族的後代將沙德勒茂和沙德勒少視為為族人帶來小米的神祇，每年的海祭都會在海邊向蘭嶼祭祀，感謝他們和蘭嶼的貢獻。

## 現代研究
學者根據包括沙德勒茂與沙德勒少、德馬拉少、薩勒麼幸等卑南族取得小米的神話傳說後，推斷卑南族的農業耕種技術適從外族取得而來的，上述神話中夫妻倆為了尋求適合耕種的地方而到處遷移，則是象徵了較原始的遊耕生活、以及為了紓解人口過多造成糧食不足的問題而進行的人口外移，這也很有可能反映了卑南族在台東平原上逐漸從遊獵、遊耕的小團體轉變為定居定耕的過程，在這段過程中，農耕所需的土地成為最重要的居住條件，促使卑南族從高山和海邊深入平原地區，定居的生活和逐漸增加的人口也使得宗教和血親氏族的制度漸趨完整，成為建立部落的基礎，競爭也更加激烈，其中土地肥沃的麥達帶（maydatar，南王部落舊址，位於今臺東市，台東車站附近）地區吸引了許多氏族聚集，他們藉由集體合作防衛，逐漸形成了初期的南王部落：東東安．巴依灣部落（Tongtongan Paiwan）。
其中，沙巴彥氏族很有可能是最早加入部落的幾個氏族之一，他們藉由自己攜帶的小米和種植技術贏得了最初的氏族巴沙拉阿特（Pasara'at）的敬重，並且和巴沙拉阿特以及後來加入的巴拉哪都（Valangato/Palangato）氏族組成了「北部落」。